# De Havilland DH.100 Vampire
de Havilland DH.100 Vampire je bil britanski enomotorni reaktivni twin-boom lovec, ki ga je razvil de Havilland v obdobju 2. svetovne vojne. Prvi let je bil 20. septembra 1943, v uporabo je vstopil leta 1945. Vampire je po Gloster Meteorju drugi reaktivni lovec Kraljevih letalskih sil (RAF) in prvi ki ga je poganjal samo en reaktivni motor. Uporabljal se je v Arabsko-izraelski vojni leta 1948 in konfliktih v Maleziji in Rodeziji. Vampire je bil prvi reaktivec, ki je poletel čez Atlantski ocean. Zgradili so tudi palubno verzijo Sea Vampire za uporabo na letalonosilkah.
Vampirja je poganjal en turboreaktivni motor de Havilland Goblin s centrifugalnim kompresorjem. Motor je razvijal 14,90 kN (1519 kg) potiska. Največja hitrost letala je bil okrog 882 km/h.
Skupno so zgradili okrog 3300 letal, od tega okrog četrtino licenčno v drugih državah. V RAF so lovca upokojili leta 1966, nadomestili so ga Hawker Hunter in Gloster Javelin. Na podlagi Vampirja so zgradili bolj sodobnega jurišnika DH.112 Venom. 

## Specifikacije(Vampire FB.6)
Podatki iz The Illustrated Encyclopedia of Aircraft 1985, p. 1380.
Splošne karakteristike
- Posadka: 1
- Dolžina: 30 ft 9 in (9,37 m)
- Razpon kril: 38 ft (11,58 m)
- Višina: 8 ft 10 in (2,69 m)
- Površina kril: 262 ft² (24,34 m²)
- Teža praznega letala: 7283 lb (3304 kg)
- Maks. vzletna teža: 12390 lb (5620 kg)
- Pogon letala: 1 × de Havilland Goblin 3 centrifugalni turboreaktivni motor, 3350 lbf (14,90 kN)

 Zmogljivost 
- Maks. hitrost: 548 mph (882 km/h)
- Doseg: 1220 milj (1960 km)
- Višina leta: 42800 ft (13045 m)
- Hitrost vzpenjanja: 4800 ft/min (24,4 m/s)

Oborožitev

- Strelno orožje: 4 × 20 mm (0.79 in) Hispano-Suiza HS.404 topovi, vsak s 150 naboji ali
- Rakete: 8 × 3 inčne (76mm) rakete RP-3
- Bombe: 2 × 500 lb (225 kg) bombi ali dva odvrgljiva rezervoarja